# Saarepeedi
Saarepeedi je vesnice v estonském kraji Viljandimaa, samosprávně patřící do obce Viljandi. Ve vesnici žijí přibližně tři stovky obyvatel.